# 達布爾布蘭奇斯 (喬治亞州)
達布爾布蘭奇斯（英語：Double Branches）是位於美國喬治亞州林肯縣的一個非建制地區。該地的面積和人口皆未知。

## 地理
達布爾布蘭奇斯的座標為33°45′07″N 82°19′58″W / 33.75194°N 82.33278°W，而該地的平均海拔高度為128米（即420英尺）。